# Contaminació agrícola i ramadera

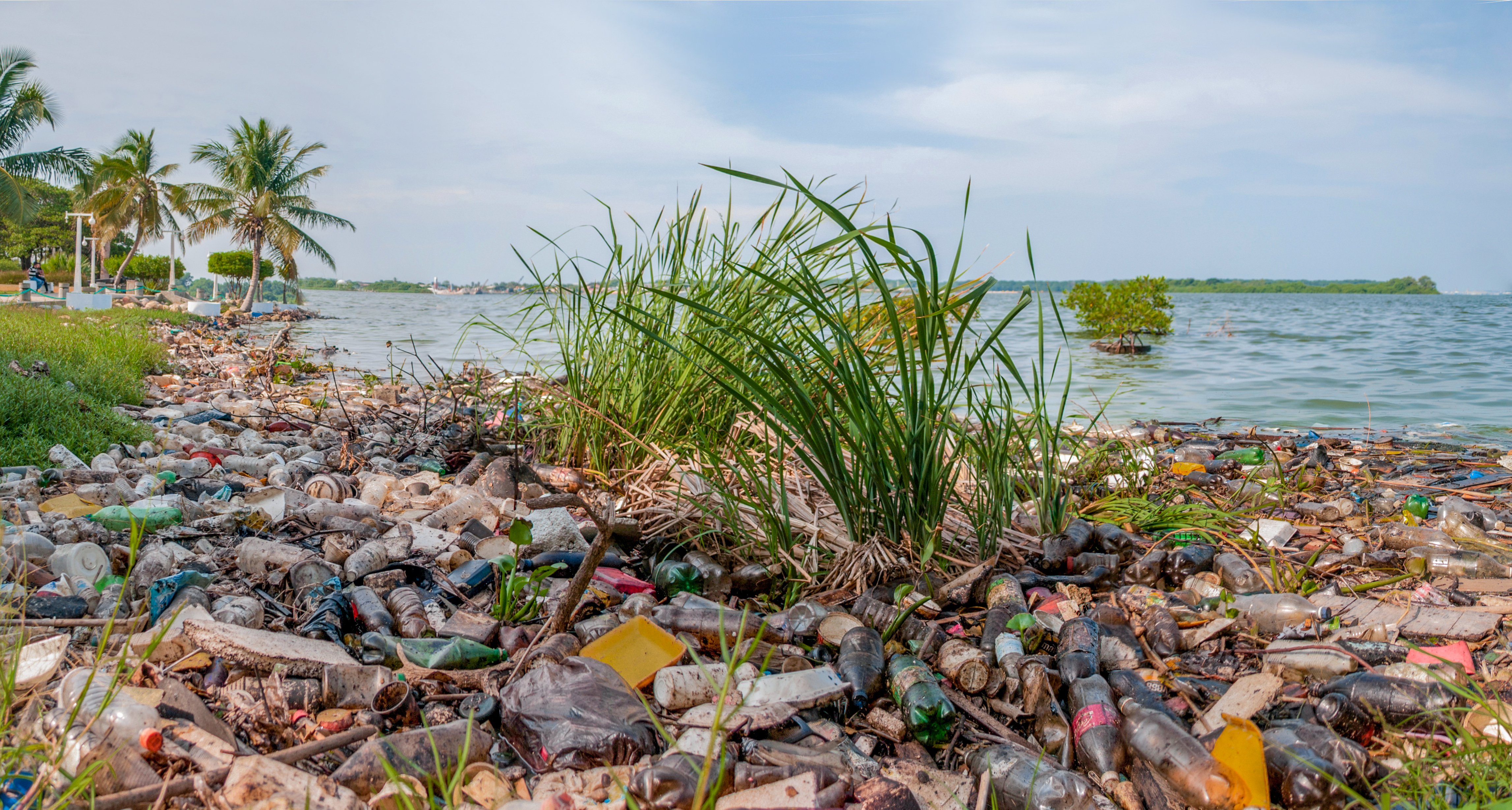
Contaminació provocada pels humans al llac Maracaibo.

La contaminació agrícola i ramadera fa referència als subproductes biòtics i abiòtics de les pràctiques agrícoles i ramaderes que provoquen la contaminació o la degradació del medi ambient i els ecosistemes circumdants i/o causen danys als humans i als seus interessos econòmics. La contaminació pot provenir de diverses fonts, que van des de la contaminació de l'aigua de font puntual (des d'un únic punt de descàrrega) fins a causes més difuses a nivell paisatgístic, també conegudes com a contaminació difusa i contaminació de l'aire. Un cop al medi, aquests contaminants poden tenir tant efectes directes en els ecosistemes circumdants, és a dir, matant la fauna local o contaminant l'aigua potable, així com els efectes aigües avall causant les zones mortes als mars i llacs.
Les pràctiques de gestió, o el seu desconeixement, tenen un paper crucial en la quantitat i l'impacte d'aquests contaminants. Les tècniques de gestió van des de la gestió dels animals i l'allotjament fins a la propagació de pesticides i fertilitzants en pràctiques agrícoles globals. Les males pràctiques de gestió inclouen les operacions d'alimentació dels animals mal gestionades, el pasturatge excessiu, la llaurada, els fertilitzants i l'ús inadequat, excessiu o mal programat de pesticides.
Els contaminants de l'agricultura i la ramaderia afecten molt la qualitat de l'aigua i es poden trobar als llacs, rius, aiguamolls, estuaris i aigües subterrànies. Aquests contaminants inclouen sediments, nutrients, patògens, pesticides, metalls i sals. La ramaderia té un impacte desmesurat sobre els contaminants que entren al medi. Els bacteris i els patògens dels fems poden entrar als rierols i les aigües subterrànies si no es gestiona adequadament el pasturatge, l'emmagatzematge de fems i l'aplicació de fems als camps. La contaminació de l'aire causada per l'agricultura a través dels canvis en l'ús del sòl i les pràctiques de la ramaderia té un impacte desmesurat sobre el canvi climàtic, i abordar aquestes preocupacions va ser una part central de l'Informe especial del GICC sobre el canvi climàtic i la terra.